# 史千
史千，蒙古帝国将领，河津县（今山西省河津市）人。
木华黎率军南下，史千率众归降蒙古，授镇西元帅，佩金符，与田雄同隶属于木华黎部下。跟随窝阔台围攻凤翔。又跟随蒙古大军攻打南宋汉中，攻取金朝河南，都有功劳。大汗命他领平阳、太原两路兵，驻守关中，作为田雄之副手。后告老归乡，在家中去世，年七十二岁。